# Districtul Nong Mamong
Nong Mamong (în thailandeză หนองมะโมง) este un district (Amphoe) din provincia Chainat, Thailanda, cu o populație de 19.330 de locuitori și o suprafață de 291,0 km².

## Componență
Districtul este subdivizat în 4 subdistricte (tambon), care sunt subdivizate în 42 de sate (muban).
| Nr. | Nume         | În thailandeză | Locuitori |       |
| --- | ------------ | -------------- | --------- | ----- |
| 1.  | Nong Mamong  | หนองมะโมง      | 12        | 5,179 |
| 2.  | Wang Takhian | วังตะเคียน       | 14        | 6,596 |
| 3.  | Saphan Hin   | สะพานหิน        | 10        | 5,130 |
| 4.  | Kut Chok     | กุดจอก          | 06        | 2,425 |